# Mujo Tuljković
Mujo Tuljković (ur. 17 czerwca 1979) – bośniacki koszykarz występujący na pozycji niskiego lub silnego skrzydłowego. W latach 2003–2005, 2007–2011, 2014 grał w PLK.

## Osiągnięcia
Stana na 14 października 2016, na podstawie, o ile nie zaznaczono inaczej.
Drużynowe
- Wicemistrz:
  - Bośni i Hercegowiny (2007)
  - Polski (2010)
- Uczestnik rozgrywek:
  - Ligi Adriatyckiej (2001/02, 2005–2007)
  - EuroChallenge (2011/12)

Indywidualne
- Uczestnik meczu gwiazd:
  - PLK (2005, 2010)
  - Polska vs. gwiazdy PLK (2009, 2010)

Reprezentacja
- Uczestnik:
  - mistrzostw Europy (2005 – 13. miejsce)
  - kwalifikacji do Eurobasketu (2007, 2009)

## Statystyki podczas występów w PLK
- Sezon 2003/2004 (Anwil Włocławek oraz Unia-Wisła): 30 meczów (średnio 6,9 punktu oraz 5,3 zbiórki w ciągu 25,7 minuty)
- Sezon 2004/2005 (Unia-Wisła): 22 mecze (średnio 12,7 punktu oraz 5,8 zbiórki w ciągu 29,7 minuty)
- Sezon 2007/2008 (Polpak Świecie oraz Basket Kwidzyn): 26 meczów (średnio 11,7 punktu oraz 3,6 zbiórki w ciągu 25,5 minuty)
- Sezon 2008/2009 (Polpharma Starogard Gdański): 31 meczów (średnio 13,7 zbiórki oraz 5,3 zbiórki w ciągu 27,1 minuty)
- Sezon 2009/2010 (Anwil Włocławek): 35 meczów (średnio 10,7 punktu oraz 5,1 zbiórki w ciągu 25,4 minuty)
- Sezon 2010/2011 (PBG Basket Poznań): 13 meczów (średnio 6 punktów oraz 3,2 zbiórki w ciągu 20,4 minuty)